# Deutscher Ausschuss für das Erziehungs- und Bildungswesen
Der Deutsche Ausschuss für das Erziehungs- und Bildungswesen  war ein im September 1953 konstitutiertes Beratungsgremium, das die Aufgabe hatte, „die Entwicklung des deutschen Erziehungs- und Bildungswesens zu beobachten und durch Rat und Empfehlung zu fördern“. Der Ausschuss stellte die erste gemeinsame kulturpolitische Maßnahme von Bund und Ländern nach dem Zweiten Weltkrieg dar. Er bestand bis 1965.

## Geschichte
Der Deutsche Ausschuss wurde nach vorheriger Abstimmung zwischen den Kultusministerien der Länder und dem Bundesinnenministerium eingerichtet. Als politischer Initiator des Ausschusses gilt der damalige Staatssekretär in der Kulturabteilung des Bundesinnenministeriums, Erich Wende, wobei er auf Bestrebungen von Seiten der universitären Pädagogik traf, ein solches Beratungsgremium zu institutionalisieren. Ursprünglich sollte der Ausschuss „Erziehungsbeirat“ genannt werden und in der Tradition des 1915 gegründeten Zentralausschusses für Erziehung und Unterricht stehen.
In den zwölf Jahren seines Bestehens gab der Ausschuss 30 Empfehlungen und Gutachten heraus. Im Jahr 1954 forderte er die Verlängerung der allgemeinen Schulpflicht auf neun Jahre in allen Bundesländern. 1959 veröffentlichte er den „Rahmenplan zur Umgestaltung und Vereinheitlichung des allgemeinen öffentlichen Schulwesens“ (oft kurz Rahmenplan). Darin schlug er vor, an die vierjährige Grundschule eine zweijährige „Förderstufe“ (nach heutigem Sprachgebrauch Orientierungsstufe) anzugliedern und somit die Selektion für das dreigliedrige Schulsystem um zwei Jahre nach hinten zu verschieben. Allerdings wurde eine Ausnahme vorgesehen: das altsprachliche Gymnasium sollte weiterhin in Klasse 5 beginnen. Eine für die Berufsbildung in Deutschland wichtige Formulierung taucht in dem Gutachten vom 10. Juli 1964 auf. Dort wird die „gleichzeitige Ausbildung in Schule und Betrieb“ erstmals als Duales System bezeichnet. Der Rahmenplan führte für die neue Hauptschule als weiterführender Schule das Fach Arbeitslehre ein. Unter anderen mit den Betriebserkundungen und den Betriebspraktika war die Anbahnung der Berufswahlreife eine wegweisenden Aufgaben dieses Faches.
Als Mitglieder des Ausschusses wurden unabhängige Persönlichkeiten berufen, damit dieser „frei von allen politischen Bindungen ganz für das eine in Bund und Ländern lebende Volk wirken könne“, wie es der damalige Bundesinnenminister Robert Lehr ausdrückte. Diese Unabhängigkeit des Ausschusses bedeutete in der Praxis jedoch eine weitgehende Isolierung von den politischen Entscheidungsträgern, die seine unverbindlichen Empfehlungen nicht einmal offiziell zur Kenntnis nehmen mussten. 1965 wurde er daher aufgelöst und durch den stärker an die Entscheidungsträger in Bund und Ländern angebundenen Deutschen Bildungsrat ersetzt.

## Schriften
- Deutscher Ausschuss für das Erziehungs-und Bildungswesen: Empfehlungen und Gutachten, 1953-1965: Gesamtausgabe. Klett, 1966 (google.de [abgerufen am 28. August 2020]).